# Pyramica subedentata
Pyramica subedentata är en myrart som först beskrevs av Mayr 1887.  Pyramica subedentata ingår i släktet Pyramica och familjen myror. Inga underarter finns listade i Catalogue of Life.

## Bildgalleri

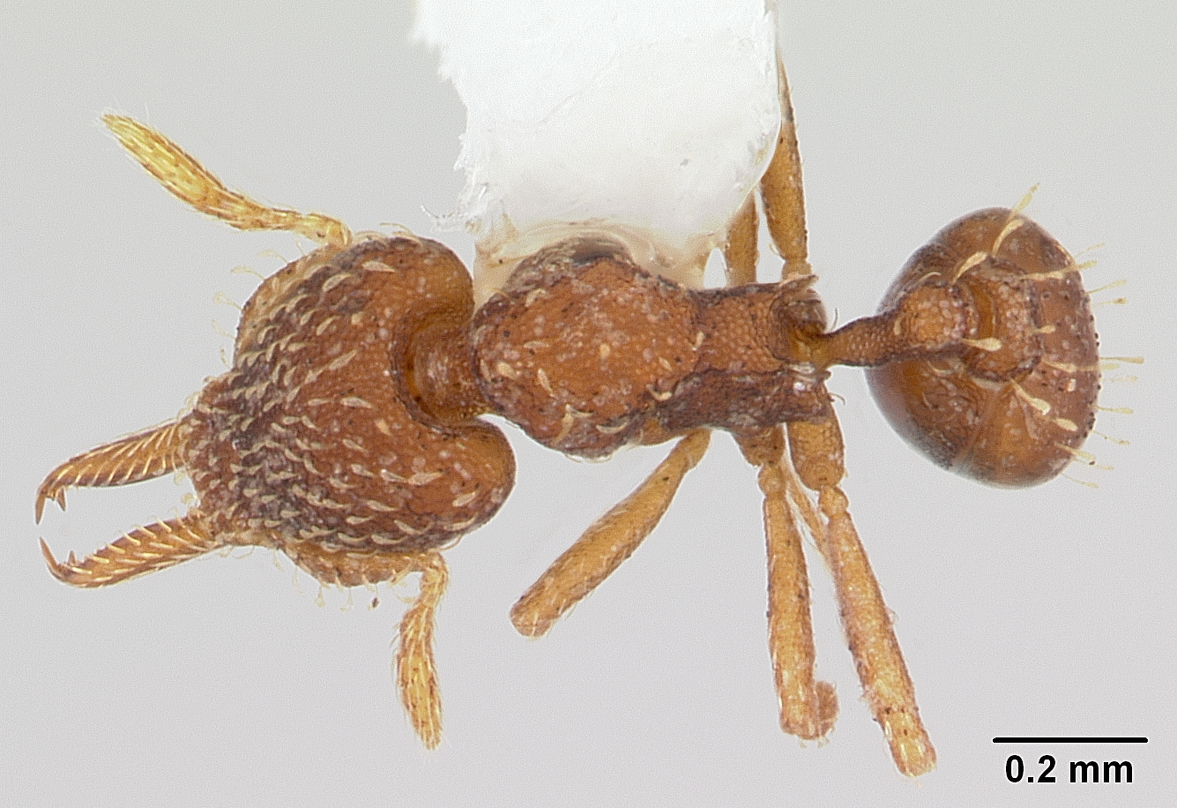
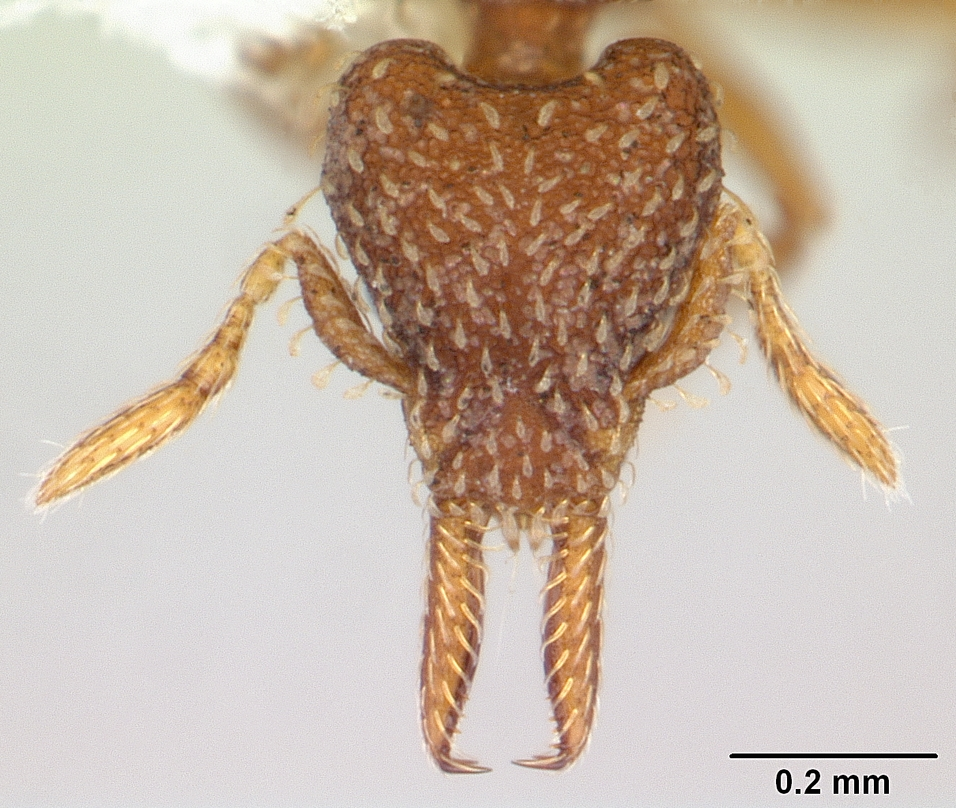
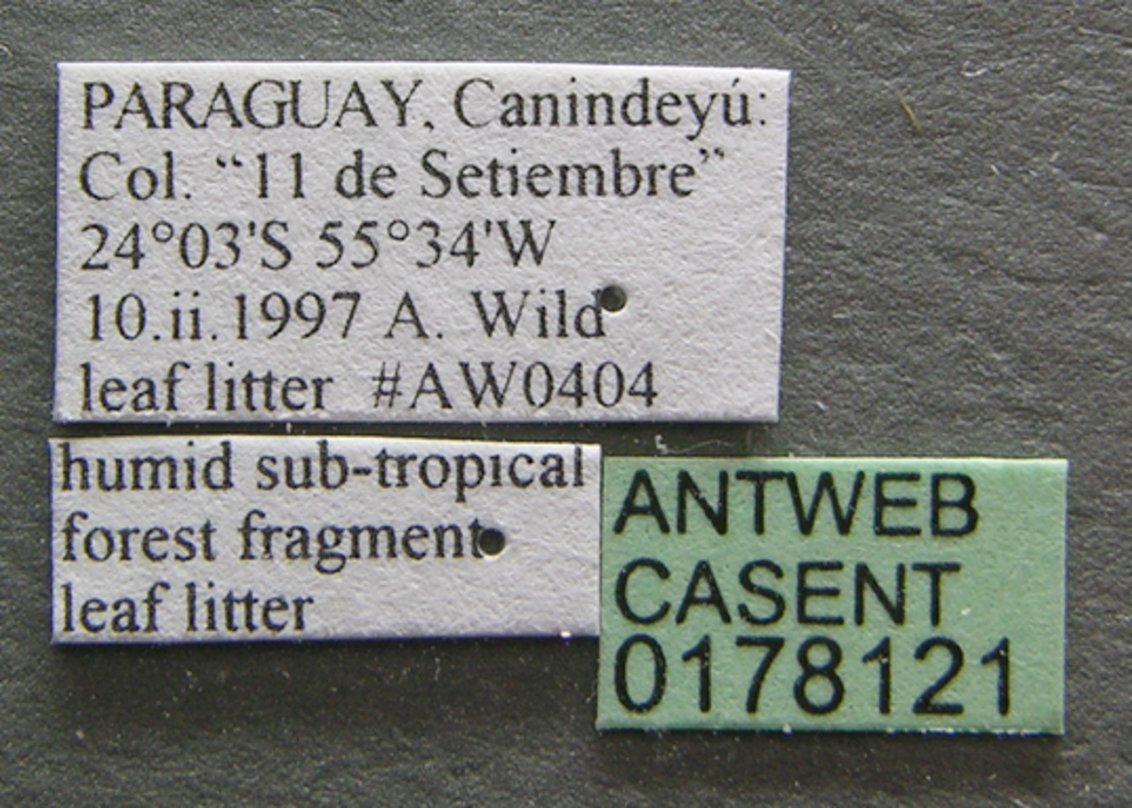
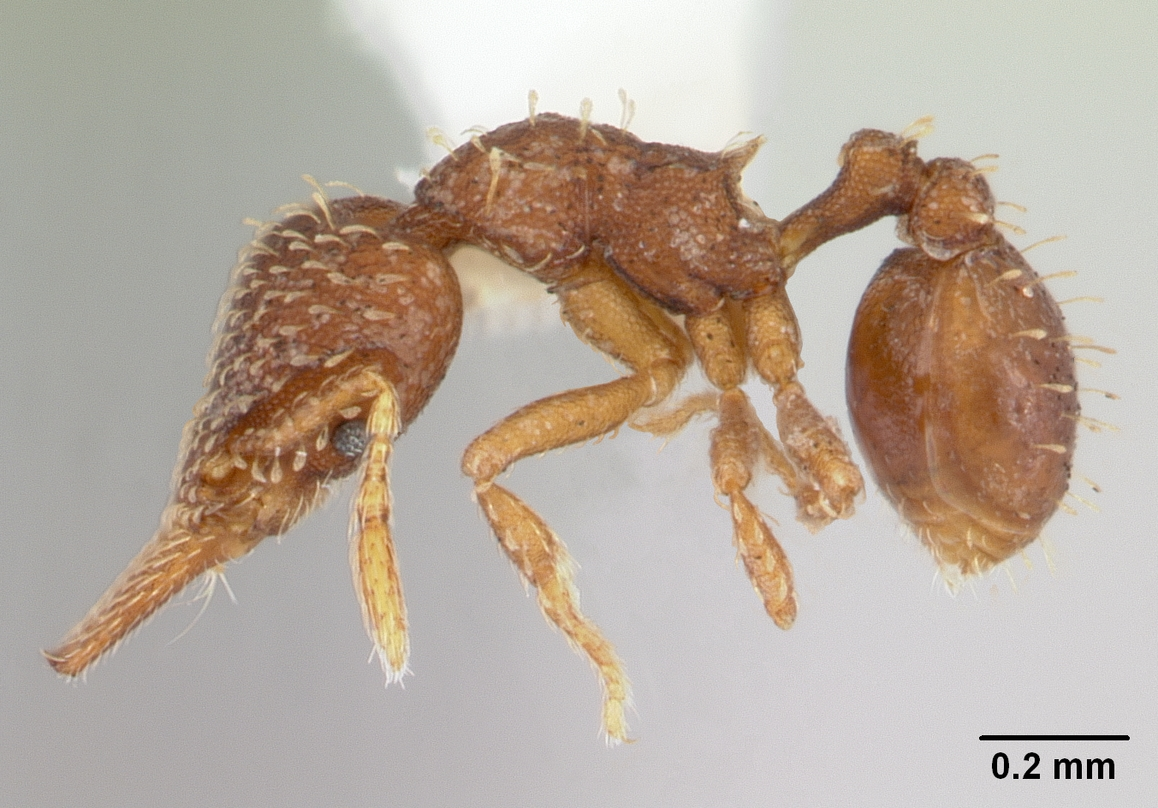